# سازمان سرمایه‌گذاری ابوظبی

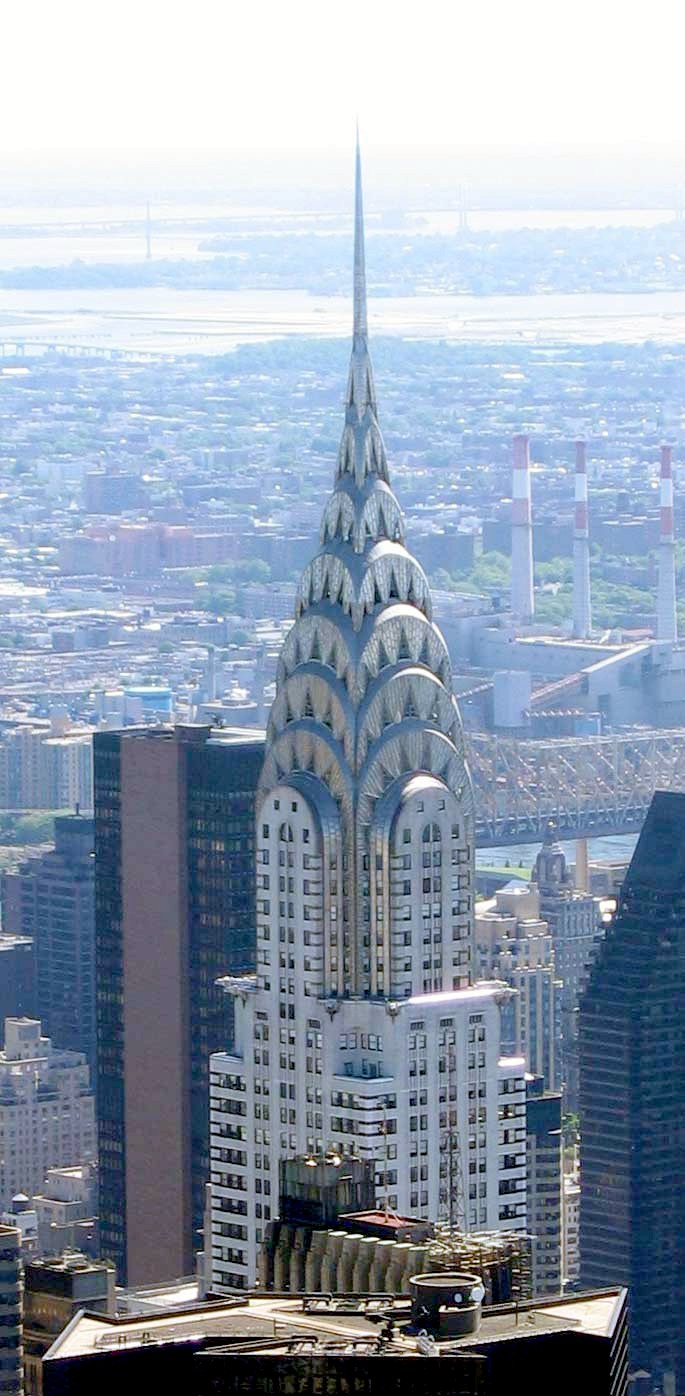
ساختمان کرایسلر، در شهر نیویورک، متعلق به سازمان سرمایه‌گذاری ابوظبی

سازمان سرمایه‌گذاری ابوظبی (به انگلیسی: Abu Dhabi Investment Authority) شرکت سرمایه‌گذاری دولتی اماراتی است، که به‌عنوان صندوق ذخیره ارزی دولت ابوظبی (امارت ابوظبی) فعالیت می‌نماید و وظیفه مدیریت بر منابع مازاد حاصل از ذخایر نفتی امارات متحده عربی را برعهده دارد.
سازمان سرمایه‌گذاری ابوظبی (به‌اختصار: ادیا) در سال ۱۹۷۶ توسط زاید بن سلطان آل نهیان تأسیس شد و هم‌اکنون مجموع دارایی‌های آن بالغ بر ۷۷۳ میلیارد دلار برآورد می‌شود.